# Mesholms kobban
Mesholms kobban är öar i Finland. De ligger i Skärgårdshavet och i kommunen Kimitoön i landskapet Egentliga Finland, i den sydvästra delen av landet. Öarna ligger omkring 69 kilometer söder om Åbo och omkring 140 kilometer väster om Helsingfors. Mesholms kobban ligger 4 meter över havet.
Arean för den av öarna koordinaterna pekar på är 1,4 hektar och dess största längd är 220 meter i nord-sydlig riktning.